# Xerotricha mariae
Xerotricha mariae е вид коремоного от семейство Hygromiidae. Видът е световно застрашен, със статут Уязвим.

## Разпространение
Разпространен е в Испания.